# Вильнёв-сюр-Ло (округ)
Вильнёв-сюр-Ло (фр. Villeneuve-sur-Lot) — округ (фр. Arrondissement) во Франции, один из округов в регионе Аквитания (историческая область Франции). Департамент округа — Ло и Гаронна. Супрефектура — Вильнёв-сюр-Ло.
Население округа на 2006 год составляло 90 007 человек. Плотность населения составляет 58 чел./км². Площадь округа составляет всего 1560 км².